# Södermanlands runinskrifter 158
Sö 158 är en vikingatida runsten i Österberga, Runtuna socken och Nyköpings kommun. Stenens motiv är av ett skepp vars mast utgörs av samstavsrunor toppat av ett segel med namnet kitilhafþa.
Runsten är av grå granit, 1.55 m hög, 1.15 m bred, avsmalnande uppåt, och 0.55 m tjock. Runhöjd är 7-20 cm. Texten är skadad i övre vänstra kanten. Imålad med rödfärg. Skyltad med RAÄ:s us-skylt. Runstenen, som länge hade varit försvunnen, hittades liggande, nästan helt övertorvad av markägaren Claes Widén, Ärsta, år 1951 och år 1953 restes ca 30 m från fyndplatsen. År 1984 flyttad till nuvarande plats.

## Inskriften
Translitterering av runraden:
: baki : fulk(s)tin þiʀ : raisþu : stin : þan:si : at : faþur : sin kitilhafþa þ͡r͡u͡t͡a͡ʀ͡ ͡þ͡i͡a͡k͡n uit
Normalisering till runsvenska:
Banki/Baggi, Folkstæinn, þæiʀ ræisþu stæin þennsi at faður sinn Kætilhaufða, þrottaʀ þiagn uit.
Översättning till nusvenska:
Banke, Folksten, de reste denna sten efter sin fader Kättilhövde, en dugande man ...
Namnet Folksten är inte belagt i någon annan runinskrift, även om de båda namnlederna är vanliga i andra sammansättningar, t.ex. Folkbiorn,   Holmsten. Namnet Kättilhövde förekommer på Sö 19 och Sö 70. Det är dock olika personer. Namnet Banki är känt från U 114 och U 778. Det ingår också i den berömde Jarlabankes namn. Runföljden baki kan också tänkas återge namnet Baggi, 'Bagge', som är välbelagt i medeltida källor.  Uttrycket þrottaʀ þiagn 'dugande tegn' uppträder på sex runstenar i Södermanland, däribland den närbelägna Sö 151.
Tolkningen av runorna uit är osäkert. Ett förslag är att läsa dem som vit, 'vet', 'känn till!'